# Frontul Revoluționar pentru Independența Timorului de Est
Frontul Revoluționar pentru Independența Timorului de Est (în portugheză: Frente Revolucionária de Timor-Leste Independente, abreviat: FRETILIN) este un partid politic de stânga din Timorul de Est. A obținut 23 din cele 65 de locuri din Parlamentul Național, fiind clasat în opoziție.